# Мунозеро (озеро, Карелия)
Му́нозеро (карел. Mund’ärvi) — озеро в Кондопожском районе Карелии.

## Общие сведения
Котловина тектонического происхождения.
Озеро состоит из четырёх плёсов. На озере 6 островов общей площадью 0,2 км².
Берега возвышенные, каменистые. Дно илистое, в прибрежной зоне — грунты каменистые.
Приток через лесной ручей в южной части, сток — река Мунозерка, впадающая в озеро Пертозеро.
Высшая водная растительность представлена зарослями тростника, камыша и рдестов.
В озере обитают ряпушка, плотва, окунь, щука, лещ, налим, ёрш.